# Дубовик (Ленинградская область)
Дубо́вик — деревня в Лисинском сельском поселении Тосненского района Ленинградской области.

## История
Впервые упоминается в Писцовой книге Водской пятины 1500 года как деревня Дубовик в Ильинском Тигодском погосте Новгородского уезда.
В переписи 1710 года в Ильинском Тигодском погосте также упоминается деревня Дубовик.
Деревня Дубовик обозначена на карте Ф. Ф. Шуберта 1844 года.

ДУБОВИК — деревня при реке Тосне, Дубовицкого сельского общества, прихода села Климентовского.

Дворов крестьянских — 16. Строений — 70, в том числе жилых — 15.

Число жителей по семейным спискам 1879 г.: 48 м. п., 52 ж. п.; по приходским сведениям 1879 г.: 46 м. п., 48 ж. п. 

Постоялый двор. (1884 год)

В конце XIX — начале XX века деревня административно относилась к Тесовской волости 3-го стана 3-го земского участка Новгородского уезда Новгородской губернии.

ДУБОВИК — деревня Дубовицкого сельского общества, дворов — 24, жилых домов — 24, число жителей: 86 м. п., 77 ж. п.

Занятия жителей — земледелие. Мелочная лавка.

ДУБОВИК — усадьба г. Богашевой, дворов — 1, жилых домов — 1, число жителей: 1 м. п.

Занятия жителей — земледелие. Смежна с деревней Дубовик. (1907 год)

С 1 марта 1917 года в составе Тёсовской волости Новгородского уезда Новгородской губернии. Согласно военно-топографической карте Петроградской и Новгородской губерний издания 1917 года деревня Дубовик насчитывала 15 крестьянских дворов.
С 1 августа 1927 года в составе Дубовицкого сельсовета.
С 1 августа 1930 года в составе Тосненского района.
По данным 1933 года деревня называлась Дубовицы и являлась административным центром Дубовицкого сельсовета Тосненского района, в который входили 6 населённых пунктов: деревни Веретье-Русское, Веретье-Финское, Горка, Дубовицы, Радиофинникова Горка, Толстье, общей численностью населения 572 человека.
По данным 1936 года в состав Дубовицкого сельсовета с центром в деревне Дубовик входили 7 населённых пунктов, 101 хозяйство и 4 колхоза.

План деревни Дубовик. 1937 год

Согласно топографической карте 1937 года деревня насчитывала 35 крестьянских дворов. В деревне располагались сельсовет и школа, на северной окраине деревни находилась ветряная мельница.
С 1 сентября 1941 года по 31 декабря 1943 года германская оккупация.
В 1965 году население деревни составляло 108 человек.
По данным 1966 и 1973 годов деревня Дубовик находилась в составе Дубовицкого сельсовета, с административным центром в посёлке Радофинниково.
По данным 1990 года деревня Дубовик находилась в составе Радофинниковского сельсовета.
В 1997 году в деревне Дубовик Радофинниковской волости проживали 59 человек, в 2002 году — 54 человека (русские — 96 %).
В 2007 году в деревне Дубовик Лисинского СП — 38 человек.

## География
Деревня расположена в юго-западной части района на автодороге 41К-175 (Лисино-Корпус — Радофинниково), к югу от центра поселения — посёлка Лисино-Корпус.
Расстояние до административного центра поселения — 34 км.
Расстояние до ближайшей железнодорожной станции Радофинниково — 2 км.
Деревня находится на реке Тосна.

## Демография
| 1879 | 1909 | 1997 | 2007 | 2010 | 2017 |
| ---- | ---- | ---- | ---- | ---- | ---- |
| 100  | ↗164 | ↘59  | ↘38  | ↗40  | ↗55  |

## Улицы
Центральная.